# Комракова, Екатерина Андреевна
Екатерина Андреевна Комракова (род. 5 сентября 2000) — российская футболистка и игрок в мини-футбол. Основная позиция — вратарь, но также выступала на различных позициях в поле.

## Биография
Воспитанница Училища олимпийского резерва г. Звенигорода. Неоднократно становилась победительницей и призёром турниров в младших возрастах, в том числе в составе сборной Московской области в 2017 году стала победителем VIII летней Спартакиады учащихся России, а в 2018 году — IV летней Спартакиады молодёжи, на обоих этих турнирах признавалась лучшим вратарём.
Во взрослом футболе несколько лет выступала за «УОР-Россиянку» в низших дивизионах — в чемпионате Московской области (2016) и второй лиге России (2018), выступала на позициях вратаря и защитника.
В 2017 году играла в высшей лиге России за «Россиянку», была заявлена на позиции нападающего. Дебютный матч в чемпионате страны сыграла 18 апреля 2017 года против «Енисея», отыграв первый тайм. Всего за сезон сыграла 8 матчей в высшей лиге.
С 2018 года выступает в мини-футболе за санкт-петербургскую «Аврору».
С 2021 года стала выступать в пляжном футболе за московский «Логодор».